# Campo de luz
En física, se denomina campo de luz a la función que describe la cantidad de luz que viaja en cada dirección en cada punto del espacio. Michael Faraday en su trabajo "Thoughts on Ray Vibrations" de 1846 fue el primero en proponer que la luz debería ser interpretada como un campo, muy similar a los campos magnéticos con los cuales había estado trabajando desde hacía años. El primero en acuñar el término "campo de luz" fue Alexander Gershun en su trabajo "The light field" de 1939.
Los campos de luz son una forma fundamental de representar a la luz. Por lo tanto, hay muchas maneras de crear campos del luz, así como instrumentos para capturarlos y programas de computadora capaces de crear imágenes a partir de estos.
En computación gráfica, los campos de luz son producidos a partir de modelos 3D o bien a través de la fotografía de una escena real. En cualquier caso, para producir un campo de luz, se deben obtener varias vistas a partir de varios puntos de la escena. Dependiendo de la parametrización utilizada, el conjunto de puntos pueden formar parte de una línea, plano, esfera u otra forma geométrica, a pesar de que también es posible hacerlo a partir de una colección de puntos no estructurados.
Los dispositivos utilizados para capturar campos de luz de manera fotográfica pueden incluir: una cámara en movimiento, una cámara robóticamente controlada, un arco de cámaras (como el utilizado en la película The Matrix para generar el efecto de bullet time), un arreglo denso de cámaras, un microscopio, o un sistema óptico en el cual se posiciona un arreglo de microlentes en el camino óptico.
La mayor captura de un campo de luz registrada a la fecha le corresponde a la estatua "Noche" de Miguel Ángel, ubicada en la capilla de los Médici, formada por 24000 imágenes de 1.3 megapixeles.

## Aplicaciones de los campos de luz
En computación gráfica, algunas de las aplicaciones típicas de los campos de luz son:
- Ingeniería en iluminación: La razón original de Alexander Gershun para estudiar los campos de luz fue la de poder predecir los patrones de luz que podrían observarse en las superficies cuando éstas son iluminadas a partir de varias fuentes de distintas formas.
- Renderización de campos de luz: Al extraer cortes bidimensionales de un campo de luz cuatridimensional se pueden generar vistas particulares de la escena. Dependiendo de la parametrización del campo de luz y los cortes, las vistas pueden ser perspectivas, ortográficas, u otro tipo de proyección.
- Fotografía de apertura sintética: a partir de la integración de un subconjunto de las muestras capturadas en un campo de luz, se podría aproximar la vista que se podría obtener a partir de una cámara con una apertura finita, obteniendo una profundidad de campo variable. Si se utiliza una cámara de mano para realizar esto, se podría obtener una fotografía cuyas imágenes podrían ser enfocadas después de ser tomadas.[11]
- Pantallas 3D: Al presentar un campo de luz utilizando una tecnología que represente cada muestra como fue tomada en el espacio físico, se obtendrían imágenes con un efecto autoestereoscópico similar al de observar la escena real.